# Иван Шојат
Иван Шојат (Јосипдол, 1900 — Загреб, 2001) је био југословенски фудбалер.
Наступао је за загребачки ХАШК од 1918. до 1924. најчешће на позицији левог крила. За репрезентацију Југославије је одиграо три утакмице. Све своје наступе забележио је током 1922. године. Дебитовао је 8. јуна против Румуније (1:2) у Београду. Други пут је за репрезентацију наступио 28. јуна против Чехословачке (4:3) у Загребу. Свој трећи и последњи меч је одиграо 1. октобра против Пољске (1:3), такође у Загребу.